# Bismut(III)-nitrat
Bismut(III)-nitrat ist eine anorganische chemische Verbindung des Bismuts aus der Gruppe der Nitrate.

## Gewinnung und Darstellung
Bismut(III)-nitrat kann durch Lösen von Bismut oder Bismut(III)-oxid in Salpetersäure gewonnen werden. Es lässt sich als Pentahydrat isolieren.
{\displaystyle \mathrm {Bi+4\ HNO_{3}+3\ H_{2}O\longrightarrow Bi(NO_{3})_{3}\cdot 5\ H_{2}O+NO} }
{\displaystyle \mathrm {Bi_{2}O_{3}+6\ HNO_{3}+7\ H_{2}O\longrightarrow 2\ Bi(NO_{3})_{3}\cdot 5\ H_{2}O} }

## Eigenschaften
Bismut(III)-nitrat-pentahydrat ist ein farbloser Feststoff, der in Form von stäbchenförmigen, triklinen Kristallen vorliegt. Er wandelt sich beim Erhitzen ab etwa 60 °C in verschiedene basische Bismut(III)-nitrate und bei höheren Temperaturen in Bismut(III)-oxid um. Er ist löslich in starken anorganischen Säuren sowie in Glycerin und Eisessig. In Wasser erfolgt Hydrolyse zu basischen Salzen, wie Bismut(III)-subnitrat. Mit Metallnitraten bildet er Doppelsalze.

## Verwendung
Bismut(III)-nitrat ist ein ausgezeichnetes Oxidationsmittel für eine Vielzahl von 4-substituierten Hantzsch-1,4-Dihydropyridinen. Es ist ein komfortables Reagenz zur selektiven Oxidation von Sulfiden zu Sulfoxiden. Es wird auch als Katalysator für eine Michael-Addition mit hoher Ausbeute von verschiedenen Substraten, darunter Aminen, Imidazolen und Indolen zu Enonen verwendet.
Die Oxidation von Bismut(III)-nitrat mit Kalilauge lässt Kaliumbismutat synthetisieren.